# Gunib
Gunib (en rus: Гуниб) és un poble del Daguestan, a Rússia, que el 2019 tenia 2.625 habitants. És la seu administrativa del districte homònim.